# ماساتو موریشیتا

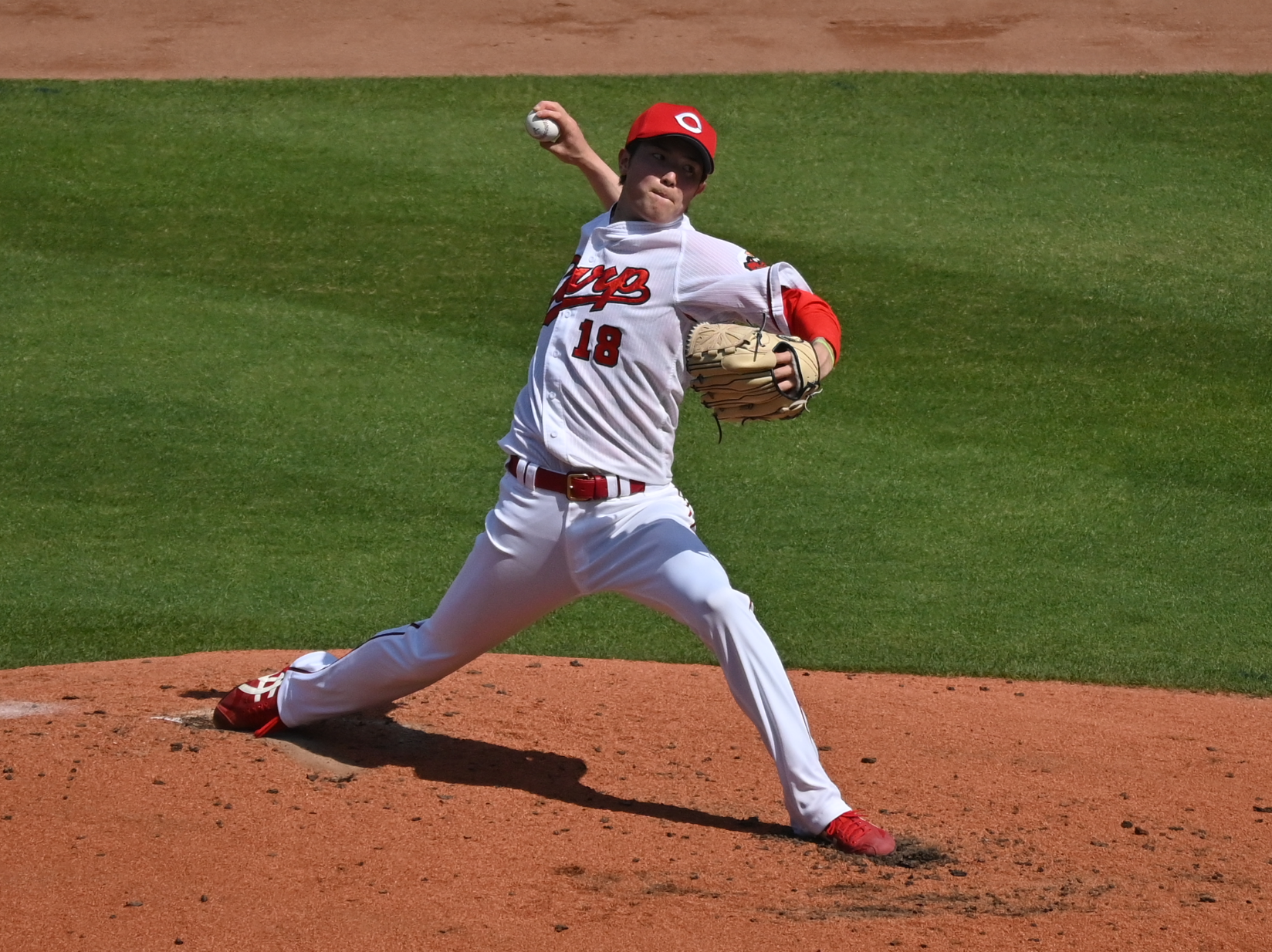
ماساتو موریشیتا

ماساتو موریشیتا (انگلیسی: Masato Morishita؛ زادهٔ ۲۵ اوت ۱۹۹۷) بازیکن بیسبال است.